# Italian-American Civil Rights League
La Italian-American Civil Rights League - IACRL (en español: Liga Italoestadounidense de Derechos Civiles) fue originalmente formada como un grupo de defensa política creada en Nueva York en abril de 1970. William Santoro, un abogado que representaba a varias figuras de la familia criminal Colombo fue responsable de los trámites legales para la constitución de la Liga. Su objeto social era combatir los estereotipos peyorativos sobre los ítalo-estadounidenses, pero en realidad, operaba como una firma de relaciones públicas para negar la existencia de la mafia estadounidense y mejorar la imagen de los mafiosos.

## Historia
En abril de 1970, Joseph Colombo creó la Italian-American Civil Rights League, el mes en que su hijo Joseph Colombo Jr. fue acusado de derretir monedas para venderlas como lingotes de plata. En respuesta, Joseph Colombo Sr. denunció acoso por parte del FBI a los italoestadounidenses y, el 30 de abril de 1970, envió 30 piqueteros a las afueras del cuartel general del FBI en la Tercera Avenida y la calle 69 para protestar por la persecución federal de todos los italianos. Esto continuó durante semanas. El 29 de junio de 1970, 50,000 personas asistieron a la primera jornada del "Italian Unity Day" (en español: día de la unidad italiana) en Columbus Circle en Nueva York. Escenas de la jornada de 1970 aparecieron en el filme Days of Fury (1979), dirigido por Fred Warshofsky y con Vincent Price como anfitrión. En febrero de 1971, Colombo Jr. fue absuelto del cargo luego de que el principal testigo en el juicio fuera arrestado por cargos de perjurio.
El grupo entonces dirigió su atención a lo que percibió como desaires contra los ítalo-estadounidenses, utilizando amenazas de boicot para forzar a Alka-Seltzer y la Ford Motor Company a retirar comerciales de televisión a los que la liga se oponía. Otro éxito del grupo fue que el Fiscal General de los Estados Unidos John Mitchell ordenara al Departamento de Justicia dejar de utilizar la palabra "Mafia" en documentos oficiales y comunicados de prensa. La liga también logró un acuerdo de Albert S. Ruddy, el productor de El Padrino, para omitir los términos "Mafia" y "cosa nostra" del diálogo de la película, y tuvo éxito en obligar a la tienda Macy's que deje de vender un juego de mesa llamado The Godfather Game.  La liga obligaba mediante la fuerza a que los comerciantes y residentes de Little Italy a comprar y exhibir calcomanías oponiéndose a la película. La Liga amenazó con llevar a la huelga a los camioneros y miembros del equipo que eran esenciales para la realización de la película. La IACRL boicoteó a la Ford Motor Company debido a su patrocinio del show de televisión The F.B.I. y sus negativas referencias a ítalo-estadounidenses como gánsteres.
El 28 de junio de 1971, en la segunda jornada por el Italian Unity Day en Columbus Circle en Manhattan, Colombo fue disparado tres veces, una de ellas en la cabeza, por Jerome A. Johnson. Johnson fue inmediatamente matado por los guardaespaldas de Colombo. Colombo sobrevivió a los disparos pero quedó paralítico. Murió siete años después de males cardiacos debido a heridas sufridas en el tiroteo.
Para los años 2000, la Italian-American Civil Rights League llegó a ofrecer varios programas juveniles.